# 慧観
慧観（えかん）は、中国の南北朝時代に活躍した僧。姓は崔氏。本貫は清河郡東武城県。

## 生涯
幼時から既に英才を認められていたという。若い時に出家し、最初は江南の廬山に居た慧遠に師事した。その後、後秦の弘始3年（401年）に鳩摩羅什が長安に到来した事を聞き、竺道生らの僧と共に北へ向かい、鳩摩羅什の弟子となった。法華宗要序を著して、鳩摩羅什から称賛されたという。長安では、
情に通ずるのは則ち(道)生と(道)融を上首とす。難に精しくするのは則ち(慧)観と(僧)肇を第一とす（『高僧伝』巻7）
と評された。
後に鳩摩羅什の翻訳作業を手伝っていた仏陀跋陀羅が、鳩摩羅什門下の道恒などに擯斥せられると、慧観は随伴して再び廬山に赴き慧遠に謁し、東晋の義熙8年（412年）にまた仏陀跋陀羅と共に荊州に往いた。司馬休之は高悝寺を建て慧観を請じて主となった。
鳩摩羅什の寂滅後、再び江南へ移り、荊州を経て都の建康に入った。道場寺に住したために、一般には、道場寺の慧観と称される。十誦律に通じた。
同じく南渡して建康の青園寺に住していた竺道生が、「悉有仏性説」に基づいた「頓悟成仏義」を主張した時、慧観は、『漸悟論』を著わして、道生の見解に反対した。建康では、
(道)生と(慧)叡は天真に発し、(慧)厳と(慧)観は窪(ふか)く流(もと)めて得たり（『出三蔵記集』巻15）
と評された。
法顕訳の泥洹経（前半部のみの涅槃経）と後に伝えられた曇無讖訳の北本涅槃経を、慧厳と謝霊運と共に統合編纂し、南本涅槃経を編集した。
また、頓教・三乗別教・三乗通教・抑揚教・同帰教・常住教の五時の教判の説を打ち立て、江南仏教界に於ける教判の元を作った。
南朝宋の元嘉年間（424年-453年）、建康で70余歳で亡くなった。